# Podkraj, Ajdovščina
Podkraj je naselje nad Vipavsko dolino in leži na stiku kraških planot Trnovski gozd, Nanos in Hrušice na nadmorski višini 800 m. Poleg strnjenega naselja Podkraj zajema še odmaknjene zaselke Trševje, Srebote in Hrušico. Leži na cesti 621 Col–Kalce in spada pod občino Ajdovščina. V krajevno skupnost Podkraj spadajo še vasi Višnje, Bela in Vodice. Celotna krajevna skupnost šteje okoli 700 ljudi.

## Prebivalstvo
Etnična sestava 1991:
- Slovenci: 406 (99,2 %)
- Neznano: 3

## Kultura, Zgodovina
V središču vasi stoji cerkev sv. Marjete z gotskim prezbiterijem ter podružnična osnovna šola, ki je bila obnovljena leta 1994.
Skozi Podkraj je vodila rimska cesta med tedanjima Aquileio (Oglej) in Emono (Ljubljana). Na najvišji točki rimske ceste na Hrušici (858 m) je stala rimska utrdba Ad Pirum. Od 1. stoletja dalje je bila tu poštna postaja, od 2. stoletja dalje pa tudi stražna postojanka. V drugi polovici 3. stoletja je bila tu zgrajena močna utrdba. Ohranjeni so ostanki utrdbe in obzidja. Tu je tudi ostanek kapele ene prvih krščanskih cerkev nasploh.
V Podkraju je bil leta 1919 rojen znan slovenski fotograf Edi Šelhaus.

## Zanimivosti, gostinstvo, turizem
V središču Podkraja je okrepčevalnica Likar, v bližnji Hrušici zraven ostankov rimskega obzidja in utrdbe pa gostilna Stara pošta.
Skozi Podkraj vodi transverzala oz. slovenska planinska pot. Podkraj je izhodišče za pot k Vojkovi koči na Nanosu in k Pirnatovi koči na Javornik, poleg tega pa so urejene in označene tudi planinske poti na bližnjo Križno goro in Sveti duh.